# Ulrich Mühe

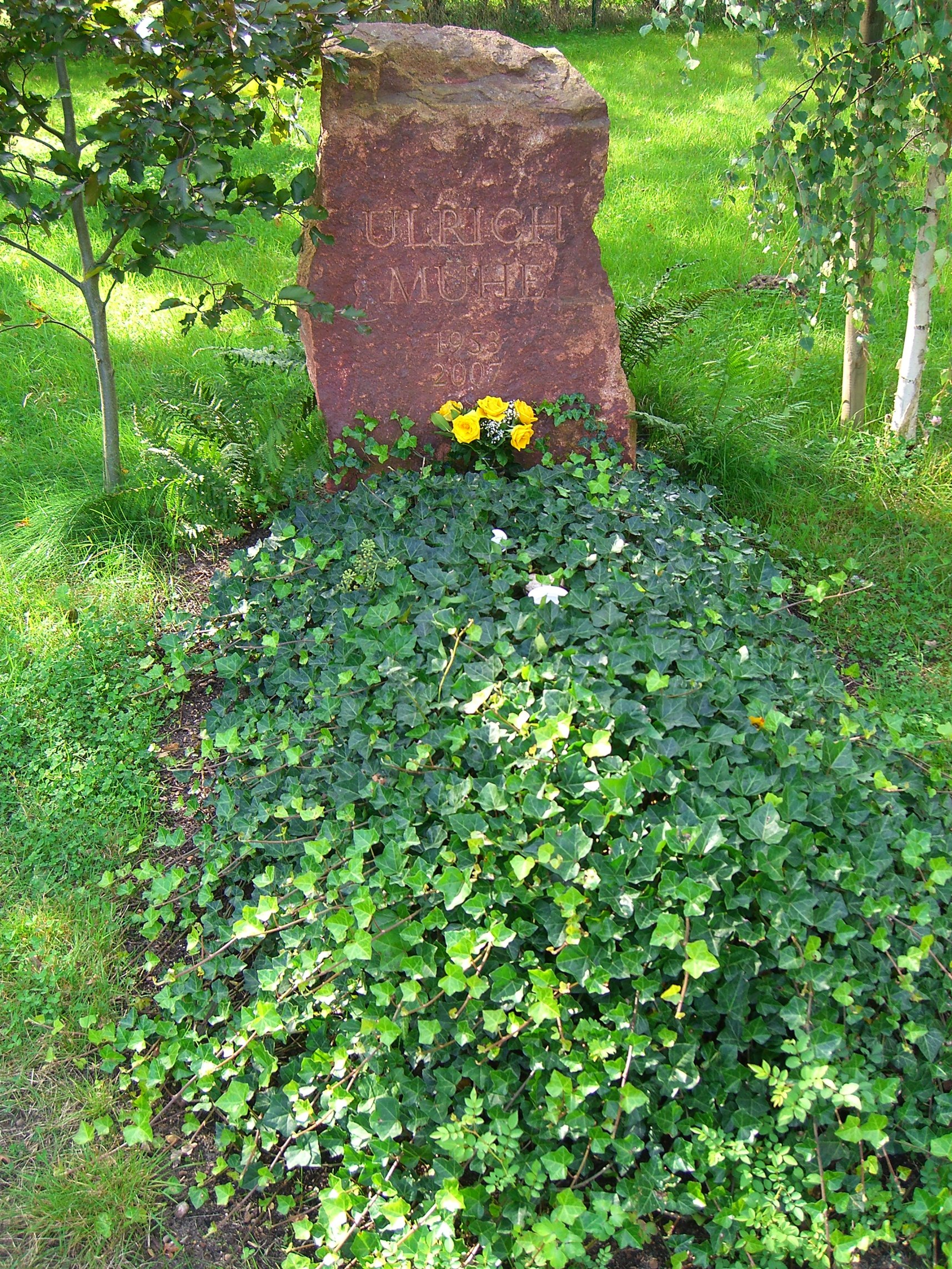
Hrob Ulricha Müheho ve Walbecku

Ulrich Mühe (20. června 1953 Grimma – 22. července 2007 Walbeck) byl německý herec. Jeho nejvýznamnější rolí byl důstojník tajné policie Stasi ve snímku Životy těch druhých (2006), který získal spolu s dalšími oceněními Cenu Americké filmové akademie (Oscar) za nejlepší neanglicky mluvený film.

## Životopis
Ulrich Mühe se narodil v saské Grimmě v tehdejší NDR. V letech 1975 – 1979 absolvoval Vysokou divadelní školu v Lipsku a pak začal hrát ve Státním divadle v tehdejším Karl-Marx-Stadtu. Od roku 1982 žil ve východní části Berlína, kde působil na několika divadelních scénách.
Mühe byl třikrát ženatý. První manželkou byla dramaturgyně Annegreth Hahnová, s níž měl dvě děti. Se svojí druhou manželkou, herečkou Jenny Gröllmannovou, měl dceru Annu Marii Müheovou, která profesně oba rodiče následovala. V roce 2006 propukla aféra, když Mühe o bývalé manželce tvrdil, že byla agentkou Stasi, což Gröllmannová odmítla. Případ však skončil nedořešen, protože Gröllmannová mezitím ve věku 59 let zemřela. S herečkou Susanne Lotharovou měl Mühe ještě dvě děti.
Mühe patřil k osobnostem, které se podílely na organizování protikomunistických demonstrací na sklonku 80. let, což bylo příznačné, protože jako voják kdysi sloužil u berlínské zdi, která město rozdělovala. Počátkem července 2007 oznámil veřejnosti, že trpí rakovinou žaludku a několik dní nato této nemoci podlehl ve Walbecku v domě své matky poblíž Magdeburgu.

## Významné role

### Divadlo
Na divadelní scéně v Berlíně vytvořil Mühe v osmdesátých letech řadu významných postav. Patří sem role Egmonta v dramatu J. W. Goetha (1986), patriarcha v dramatu G. E. Lessinga Moudrý Nathan (1988) a Shakespearův Hamlet (1989).
Od počátku 90. let mohl hostovat i v zahraničí. V roce 1990 překvapil svým výkonem v roli krále Alfonse v adaptaci Židovky z Toleda na Salcburském divadelním festivalu. Poté hostoval mj. ve Vídni a v Hamburku.

### Film a televize
Před kamerou stanul na počátku 80. let a jako jeden z mála dřívějších východoněmeckých herců se prosadil i ve sjednoceném Německu. Často hrál v rolích německých nacistických důstojníků, významná byla role v adaptaci Kafkova Zámku režiséra Michaela Hanekeho (1986). Objevil se pak i ve známých německých krimiseriálech Místo činu nebo Siska. Především pro slepce načítal také audioknihy.
Ulrich Mühe byl znám především díky postavě soudního lékaře z televizního seriálu Poslední svědek. Za tuto roli byl několikrát oceněn.
V roce 2006 pak natočil režisér Florian Henckel von Donnersmarck film Životy těch druhých, v němž svěřil Mühemu ústřední postavu důstojníka Stasi, který dostal za úkol špiclovat známého dramatika, ale postupně začne pochybovat o státní moci, jíž slouží. Za tento film byl Mühe odměněn Evropskou filmovou cenou za nejlepší mužský herecký výkon, film pak získal Oscara za nejlepší neanglicky mluvený film roku. Film koupila řada zemí.
Ulrich Mühe zaujal i v roli židovského učitele herectví Adolfa Grünbauma ve filmové parodii Mein Führer (Můj vůdce, s podtitulem Skutečně skutečná skutečnost o Adolfu Hitlerovi), jehož úkolem je na konci války vrátit Hitlerovi ztracené sebevědomí. Posledním dokončeným snímkem, v němž Mühe tvořil, je filmové drama Nemesis, v němž si zahrál společně se svou manželkou Susanne Lotharovou.

## Filmografie
- Verwehte, 2007 – Mann
- Nemesis, 2007 – Robert
- Mein Führer – Die wirklich wahrste Wahrheit über Adolf Hitler, 2007 – prof. Adolf Israel Grünbaum
- Životy těch druhých, 2006 – Gerd Wiesler
- Peer Gynt, 2006 (TV film)
- Das Geheimnis von St. Ambrose, 2006 (TV film) – profesor Nicolas Cramer
- Schneeland, 2005 – Knövel
- Hunger auf Leben, 2004 (TV film) – Jochen Hensel
- Spy Sorge, 2003 –
- Im Schatten der Macht, 2003 (TV film) – Günther Gaus
- Hamlet-X, 2003 – Claudius Müller
- Alles Samba, 2003 (TV film) – Gerd
- Amen, 2002 – lékař
- Goebbels und Geduldig, 2001 – Harry Geduldig/Joseph Goebbels (dvojrole)
- Dreimal Leben, 2001 (TV film) – Henri
- Zabijáci (Straight Shooter), 1999 – Markus Paufler
- Todesengel, 1999 (TV film) – dr. Leon Stein
- Tatort - Traumhaus, 1999 (epizoda TV seriálu) – Friedel Hebbel
- 36 hodin strachu (36 Stunden Angst), 1998 (TV film) – Rudolph
- Siska, 1998 (epizoda TV seriálu)
- Sieben Monde, 1998 – Eschbach
- Poslední svědek (Der Letzte Zeuge), 1998 – 2007 (TV seriál, 73 dílů) – dr. Robert Kolmaar
- Feuerreiter, 1998 – Jacob Gontard
- Sterben ist gesünder, 1997 – Hugo Wallner
- Das Schloss, 1997 – K.
- Funny Games, 1997 – Georg
- Das Tödliche Auge, 1996 (TV seriál) – Stefan
- Tödliches Schweigen, 1996 (TV film) – Christian Plache
- Tatort - Die Abrechnung, 1996 (epizoda TV seriálu) – Peter Fuchs
- Peanuts - Die Bank zahlt alles, 1996 – dr. Jochen Schuster
- Engelchen, 1996
- Prasátko Rudi (Rennschwein Rudi Rüssel), 1995 – dr. Heinrich Gützkow
- Nikolaikirche, 1995 (TV film) – Ohlbaum
- …nächste Woche ist Frieden, 1995 (TV film)
- Nadja - Heimkehr in die Fremde, 1995 (TV film) – Sergej
- Komisařka Rosa Roth – Samé lži, 1995 (epizoda TV seriálu) –
- Geschäfte, 1994 (TV film) – Sturm
- Der Blaue, 1994 – Karl
- Wehner - Die unerzählte Geschichte, 1993 (TV film) – sebevrah
- Neues Deutschland, 1993 (epizoda TV seriálu)
- Das Letzte U-Boot, 1993 (TV film) – poručík Gerber
- Extralarge: Diamonds, 1993 (TV film) – Otec Enrique
- Schtonk!, 1992 – dr. Wieland
- Benny's video, 1992 – otec
- Jugend ohne Gott, 1991 (TV film) – učitel
- Ende der Unschuld, 1991 (TV film)
- Sehnsucht, 1990 – Sieghart
- Rönnes Reise, 1990 – Gottfried Benn
- Der Kleine Herr Friedemann, 1990 (TV film) – Johannes Friedemann
- Das Spinnennetz, 1989 – Theodor Lohse
- Die Gläserne Fackel, 1989 (TV seriál) – Maxi Steinhüter
- Hard Days, Hard Nights, 1989 – Flimmer
- Volejte policii 110 (Polizeiruf 110), 1988 (epizoda TV seriálu) – Kegel
- Nadine, meine Liebe, 1988 (TV film) – nadporučík Stein
- Sansibar oder Der letzte Grund, 1987 – dr. Grote
- Das Buschgespenst, 1986 – obchodník Strauch
- Hälfte des Lebens, 1985 – Johann Friderich Hölderlin
- Die Poggenpuhls, 1984 (TV film) – Leo
- Olle Henry, 1983
- Der Mann und sein Name, 1983 (TV film)